# Les Chevaliers de la Table of the Salon
Les Chevaliers de la Table of the Salon (Knights of the Dinner Table) est une bande-dessinée créée par Jolly R. Blackburn (en) dans les années 1990. Publiée aux États-Unis[Quand ?] sous la forme d'un comics, ils sont publiés en France[Quand ?] sous la forme de bandes-dessinées cartonnées par la société Yeti Entertainment.
Jolly R. Blackburn y raconte, sur un ton parodique et humoristique, les sessions de jeu de rôle d'un groupe de joueurs.

## Les personnages principaux
Cinq personnages sont présents dans la majortié des strips :
- Boris Alphonzo Felton, dit B.A. : le maître de jeu de la bande, il mastérise généralement à HackMaster (en), jeu mythique créé par Gary Jackson ;
- Robert Samuel Herzog, dit Bob : le rôdeur du groupe ; sa phrase fétiche est « Je le zigouille avec mon arbalète ! » ;
- David Hardcord Bozwell, dit Dave : le bourrin de la bande ; guerrier armé d'une épée Hackmaster +12, il ne sait que foncer dans le tas ;
- Sara Felton : seul membre féminin de la bande, c'est aussi la seule joueuse capable de roleplay ;
- Bryan Montgommery VanHoose : archétype du geek, il connait toutes les règles de HackMaster par cœur ; pur Gros Bill, c'est aussi le roi du détournement de règles et du minmaxing.

## Les personnages secondaires
D'autres personnages font des apparitions plus ou moins régulières, ou même parfois ne sont que mentionnés.

### Personnages récurrents
- Pete Ashton, dit « Pete le Bizarre » : rôliste confirmé, c'est le gérant de la boutique préférée de B.A. ; il le remplace parfois en tant que maître de jeu : assez dur, il terrifie continuellement Bob et Dave ; inventeur à ses heures, on lui doit le générateur de boules de feu, un mini-tank lance-flammes, qu'utilise B.A. « pour ajouter du réalisme aux parties » et avec lequel il brûlera accidentellement le visage de Dave.

### Personnages cités régulièrement
- Gary Jackson : personnage inspiré de Gary Gygax et de Steve jackson, c'est le créateur mythique du jeu de rôle HackMaster. Considéré par B.A. et Bryan comme le maître absolu du rôlisme, il a même une convention de jeux de rôle à son nom, la Garycon.

- Victor « Nitro » Ferguson : maître de jeu cruel et emblématique du jeu de rôle version « hardcore » ; il est devenu célèbre pour avoir animé une partie de Jeu de rôle grandeur nature au cours de laquelle la douzaine de participants (dont Bob) se sont perdus pendant plusieurs jours dans les égouts de l'université locale. Cette mésaventure est devenue célèbre dans le microcosme rôliste sous le nom de « Boulette de Ferguson ».

## Liste des ouvrages publiés en France
- Knights of the Dinner Table, Les Chevaliers de la Table of the Salon, tome 1 : Nous y en a vouloir des coups
- Knights of the Dinner Table, Les Chevaliers de la Table of the Salon, tome 2 : Liquidons la vermine !
- Knights of the Dinner Table, Les Chevaliers de la Table of the Salon, tome 3 : Fatal Fumble

## Crédits
- (en) Cet article est partiellement ou en totalité issu de l’article de Wikipédia en anglais intitulé « Knights of the Dinner Table » (voir la liste des auteurs).